# Beat It
"Beat It" là một bài hát của nghệ sĩ thu âm người Mỹ Michael Jackson nằm trong album phòng thu thứ sáu của ông, Thriller (1982). Nó được phát hành như là đĩa đơn thứ ba trích từ album vào ngày 14 tháng 2 năm 1983 bởi Epic Records. Ngoài ra, bài hát còn xuất hiện trong nhiều album tuyển tập của nam ca sĩ, như HIStory Begins (1995), Number Ones (2003), The Ultimate Collection (2004), The Essential Michael Jackson (2005) và King of Pop (2008). "Beat It" được viết lời bởi Jackson, và anh cũng tham gia đồng sản xuất nó với cộng tác viên lâu năm Quincy Jones. Được gợi ý bởi Jones trong việc tạo ra một tác phẩm mang hơi hướng rock and roll như bản nhạc năm 1979 của The Knack "My Sharona", bài hát là một bản hard rock và dance-rock mang nội dung đề cập đến cuộc sống của những băng đảng ngầm hoạt động trên đường phố, trong đó phân đoạn độc tấu guitar được thể hiện bởi thành viên của ban nhạc người Mỹ Van Halen là Eddie Van Halen. Năm 2008, một phiên bản phối lại của bài hát với sự tham gia góp giọng của Fergie cho album tái bản Thriller 25, cũng được phát hành.
Sau khi phát hành, "Beat It" nhận được những phản ứng tích cực từ các nhà phê bình âm nhạc, trong đó họ đánh giá cao chất giọng của Jackson, sự tham gia của Van Halen và quá trình sản xuất nó, đồng thời gọi đây là tác phẩm xuất sắc nhất từ album. Ngoài ra, bài hát còn gặt hái nhiều giải thưởng và đề cử tại những lễ trao giải lớn, bao gồm ba đề cử giải Grammy cho Bài hát của năm, Thu âm của năm và Trình diễn giọng Rock nam xuất sắc nhất tại lễ trao giải thường niên lần thứ 26, và chiến thắng hai giải sau. "Beat It" cũng tiếp nhận những thành công vượt trội về mặt thương mại, đứng đầu các bảng xếp hạng ở Bỉ, Canada, Hà Lan, New Zealand và Tây Ban Nha, đồng thời lọt vào top 10 ở hầu hết những quốc gia bài hát xuất hiện, bao gồm vươn đến top 5 ở những thị trường lớn như Úc, Pháp, Đức, Ireland, Thụy Sĩ và Vương quốc Anh. Tại Hoa Kỳ, nó đạt vị trí số một trên bảng xếp hạng Billboard Hot 100 trong ba tuần liên tiếp, trở thành đĩa đơn quán quân thứ năm trong sự nghiệp của Jackson tại đây. Tính đến nay, "Beat It" đã bán được hơn 8 triệu bản trên toàn cầu, trở thành một trong những đĩa đơn bán chạy nhất mọi thời đại.
Video ca nhạc cho "Beat It" được đạo diễn bởi Bob Giraldi, trong đó bao gồm những cảnh Jackson hát và cùng nhau nhảy múa với hai băng đảng đường phố đang mâu thuẫn với nhau, đã được ghi nhận bởi giới chuyên môn như là một trong những tác phẩm quan trọng nhất trong việc thúc đẩy sự phát triển của video ca nhạc đối với nền văn hóa đại chúng và giúp nam ca sĩ trở thành nghệ sĩ da màu đầu tiên được phát sóng liên tục trên MTV. Kể từ khi phát hành, nam ca sĩ đã trình diễn nó trong nhiều chuyến lưu diễn dưới cương vị thành viên của The Jacksons lẫn nghệ sĩ hát đơn, cũng như được dự định thể hiện trong chuỗi những buổi hòa nhạc This Is It (2009-10) nhưng đã không thể thực hiện sau khi ông đột ngột qua đời. Ngoài ra, nó còn được hát lại và sử dụng làm nhạc mẫu bởi nhiều nghệ sĩ khác nhau, như "Weird Al" Yankovic, Metallica, John Mayer, Amy Winehouse, Fall Out Boy và Bruno Mars. "Beat It" cũng được liệt kê như là một trong những tác phẩm xuất sắc nhất mọi thời đại bởi nhiều ấn phẩm và tổ chức âm nhạc, bao gồm vị trí thứ 337 trong danh sách 500 Bài hát vĩ đại nhất mọi thời đại của Rolling Stone.

## Danh sách bài hát
| - Đĩa 7" tại Anh quốc 1. "Beat It" – 4:11 2. "Burn This Disco Out" – 3:38 - Đĩa 12" tại Anh quốc 1. "Beat It" – 4:11 2. "Burn This Disco Out" – 3:38 3. "Don't Stop 'Til You Get Enough" (trực tiếp) – 3:38 | - Đĩa 7" tại châu Âu và Hoa Kỳ 1. "Beat It" – 4:11 2. "Get on the Floor" – 4:44 Đĩa DualDisc Visionary Mặt CD 1. "Beat It" – 4:18 2. "Beat It" (Moby's Sub phối lại) – 6:11 Mặt DVD 1. "Beat It" (video ca nhạc) – 4:18 |

## Xếp hạng
| Bảng xếp hạng (1983-2009)                | Vị trí cao nhất |
| ---------------------------------------- | --------------- |
| Úc (Kent Music Report)                   | 2               |
| Áo (Ö3 Austria Top 40)                   | 6               |
| Bỉ (Ultratop 50 Flanders)                | 1               |
| Canada Top Singles (RPM)                 | 1               |
| Canada (RPM)                             | 1               |
| Đan Mạch (Tracklisten)                   | 16              |
| Châu Âu (European Hot 100 Singles)       | 1               |
| Pháp (IFOP)                              | 2               |
| Đức (Official German Charts)             | 2               |
| Ireland (IRMA)                           | 2               |
| Ý (FIMI)                                 | 12              |
| Hà Lan (Dutch Top 40)                    | 1               |
| Hà Lan (Single Top 100)                  | 1               |
| New Zealand (Recorded Music NZ)          | 1               |
| Na Uy (VG-lista)                         | 8               |
| Nam Phi (Springbok Radio)                | 8               |
| Tây Ban Nha (PROMUSICAE)                 | 1               |
| Thụy Điển (Sverigetopplistan)            | 19              |
| Thụy Sĩ (Schweizer Hitparade)            | 2               |
| Anh Quốc (OCC)                           | 3               |
| Hoa Kỳ Billboard Hot 100                 | 1               |
| Hoa Kỳ Hot R&B/Hip-Hop Songs (Billboard) | 1               |

| Bảng xếp hạng (1983)                 | Vị trí |
| ------------------------------------ | ------ |
| Australia (Kent Music Report)        | 9      |
| Belgium (Ultratop 50 Flanders)       | 3      |
| Canada (RPM)                         | 8      |
| France (IFOP)                        | 5      |
| Germany (Official German Charts)     | 30     |
| Italy (FIMI)                         | 71     |
| Netherlands (Dutch Top 40)           | 3      |
| Netherlands (Single Top 100)         | 7      |
| New Zealand (Recorded Music NZ)      | 3      |
| UK Singles (Official Charts Company) | 39     |
| US Billboard Hot 100                 | 5      |
| US Hot R&B/Hip-Hop Songs (Billboard) | 14     |
| Bảng xếp hạng (2009)                 | Vị trí |
| Switzerland (Schweizer Hitparade)    | 92     |

| Bảng xếp hạng (1980-89) | Vị trí |
| ----------------------- | ------ |
| US Billboard Hot 100    | 55     |

| Bảng xếp hạng        | Vị trí |
| -------------------- | ------ |
| US Billboard Hot 100 | 280    |

## Chứng nhận
| Quốc gia | Chứng nhận  | Số đơn vị/doanh số chứng nhận |
| --- | ----------- | ----------------------------- |
| Úc (ARIA) | Bạch kim    | 70.000^                       |
| Canada (Music Canada) | Bạch kim    | 100.000^                      |
| Đan Mạch (IFPI Đan Mạch) | Bạch kim    | 90.000‡                       |
| Pháp (SNEP) | Bạch kim    | 1,234,600                     |
| Ý (FIMI) | Vàng        | 25.000*                       |
| México (AMPROFON) | Vàng        | 0*                            |
| Hà Lan (NVPI) | Vàng        | 100.000^                      |
| New Zealand (RMNZ) | Vàng        | 7.500*                        |
| Anh Quốc (BPI) | Bạch kim    | 600.000‡                      |
| Hoa Kỳ (RIAA) Nhạc số | 4× Bạch kim | 4.000.000‡                    |
| Hoa Kỳ (RIAA) Nhạc chuông | Vàng        | 500.000^                      |
| * Chứng nhận dựa theo doanh số tiêu thụ. ^ Chứng nhận dựa theo doanh số nhập hàng. ‡ Chứng nhận dựa theo doanh số tiêu thụ và phát trực tuyến. |             |                               |

## Beat It 2008
Năm 2008, "Beat It" đã được phối khí lại bởi thành viên của nhóm nhạc người Mỹ The Black Eyed Peas will.i.am cho album tái bản Thriller 25 mang tên gọi "Beat It 2008", với sự tham gia góp giọng từ giọng ca chính của The Black Eyed Peas Fergie. Tuy nhiên, phiên bản phối lại của nó đã không nhận được những phản ứng tích cực của các nhà phê bình âm nhạc, trong đó họ chủ yếu tập trung chỉ trích vào sự tham gia của Fergie. "Beat It 2008" cũng xuất hiện trên một số bảng xếp hạng sau khi phát hành, bao gồm vươn đến top 10 ở Thụy Điển. Đây là phiên bản phối lại thứ hai của "Beat It" được phát hành chính thức, sau bản Moby's Sub Mix được đưa vào đĩa đơn "Jam" và "Who Is It" vào năm 1992, cũng như đĩa đơn "They Don't Care About Us" vào năm 1996.

### Xếp hạng
| Bảng xếp hạng (2008-09)               | Vị trí cao nhất |
| ------------------------------------- | --------------- |
| Áo (Ö3 Austria Top 40)                | 14              |
| Canada (Hot Canadian Digital Singles) | 66              |
| Thụy Điển (Sverigetopplistan)         | 8               |
| Thụy Sĩ (Schweizer Hitparade)         | 26              |

## Phiên bản của Fall Out Boy
Ban nhạc rock người Mỹ Fall Out Boy đã hát lại "Beat It", và phiên bản phòng thu của nó đã được phát hành dưới dạng đĩa đơn nhạc số vào ngày 25 tháng 3 năm 2008 bởi Island Records như là đĩa đơn duy nhất trích từ album trực tiếp đầu tiên của nhóm, Live in Phoenix (2008). Bài hát còn có phần độc tấu guitar của John Mayer, vốn được thể hiện bởi Eddie Van Halen trong phiên bản gốc, và được sản xuất bởi giọng ca chính của nhóm Patrick Stump. Tại Hoa Kỳ, bài hát đạt vị trí thứ 19 trên bảng xếp hạng Billboard Hot 100, trở thành đĩa đơn thứ năm của Fall Out Boy và thứ sáu của Mayer vươn đến top 20 tại đây, cũng như xuất hiện ở nhiều quốc gia khác. Ngoài ra, ban nhạc cũng thường xuyên trình diễn nó trong nhiều chuyến lưu diễn của họ.
Video ca nhạc cho phiên bản hát lại của Fall Out Boy với "Beat It" được đạo diễn bởi Shane Drake và được thực hiện như là một sự tri ân đến Jackson, trong đó những bộ trang phục sử dụng trong video đều được lấy cảm hứng từ video gốc, bên cạnh sự tham gia xuất hiện đặc biệt từ Tony Hale, Donald Faison và Joel David Moore. Nó đã nhận được một đề cử tại giải Video âm nhạc của MTV năm 2008 ở hạng mục Video Rock xuất sắc nhất.

### Xếp hạng
| Bảng xếp hạng (2008)            | Vị trí cao nhất |
| ------------------------------- | --------------- |
| Úc (ARIA)                       | 13              |
| Áo (Ö3 Austria Top 40)          | 75              |
| Bỉ (Ultratip Wallonia)          | 12              |
| Canada (Canadian Hot 100)       | 8               |
| Ireland (IRMA)                  | 21              |
| Đức (Official German Charts)    | 69              |
| Đức (GfK)                       | 69              |
| Hà Lan (Single Top 100)         | 98              |
| New Zealand (Recorded Music NZ) | 14              |
| Anh Quốc (OCC)                  | 21              |
| Hoa Kỳ Billboard Hot 100        | 19              |

### Chứng nhận
| Quốc gia | Chứng nhận | Số đơn vị/doanh số chứng nhận |
| --- | ---------- | ----------------------------- |
| Anh Quốc (BPI) | Bạc        | 200.000‡                      |
| * Chứng nhận dựa theo doanh số tiêu thụ. ^ Chứng nhận dựa theo doanh số nhập hàng. ‡ Chứng nhận dựa theo doanh số tiêu thụ và phát trực tuyến. |            |                               |